# ヴァンナ
ヴァンナ（クロアチア語:Vanna）、本名イヴァナ・ラニロヴィッチ＝ヴルドリャク（Ivana Ranilović-Vrdoljak）はクロアチアのポップ・ミュージック歌手。

## 人物
ヴァンナは1970年9月1日、ユーゴスラヴィア、クロアチア社会主義共和国コプリヴニツァ（現クロアチア共和国）に生まれた。子どもや若者の音楽フェスティバルで多くの賞を受けているが、公式にデビューを果たしたのは1989年にクロアチアの首都・ザグレブで開かれたフェスティバル、ザグレブフェスト（Zagrebfest）でのことであった。この年、ヴァンナは出身地を離れ、勉強のためにザグレブへ移り住み、そしてその間にBOA（BOA）というバンドでのパフォーマンスを始めた。
1992年、ヴァンナのプロの歌手としてのキャリアが始まった。ヴァンナはElectro Teamというバンドに加わり、程なくスターとなった。彼女は歌手としてのみではなく、Electro Teamの全ての曲の共著者、そしてソング・ライターであり、彼女は多くのクロアチアの音楽に関する賞を受けた。Electro Teamのアルバムはすべてクロアチアでプラチナ・アルバムとなった。バンドの楽曲「Tek je 12 sati」はヒット作品となり、旧ユーゴスラビア全域で大変な人気となった。
1997年、ヴァンナはElectro Teamを離れ、ソロ歌手としての道を歩み始めた。この年、ヴァンナはソロとして初めてのアルバム『I to sam ja』をリリースした。以降はソロとしてアルバムを製作し、多くの賞を受賞した。
ヴァンナは1999年に初めてザダルで開かれたザダルフェスト（Zadarfest）に参加し、その後2000年、2001年と3年間続けて参加した。彼女のアルバム「24 sata」はゴールド・アルバムとなった。
2000年、ヴァンナはユーロビジョン・ソング・コンテストのクロアチア代表選考であるHRTドラにおいて、ブルノ・コヴァチッチ（Bruno Kovačić）、イヴァナ・プレチンガー（Ivana Plechinger）製作の曲で参加し2位の座につけた。ヴァンナは翌2001年にも大会への参加を決め、トンチ・フリッチ（Tonči Huljić）製作の「Strune ljubavi」で優勝を果たした。大会の後程なく、彼女は娘のヤナ（Jana）を出産している。ヴァンナはユーロビジョン・ソング・コンテスト2001にクロアチア代表として参加し、決勝10位となった。彼女はクロアチア語と英語で歌い、楽曲のタイトルは英語で「Strings Of My Heart」とした。
ユーロビジョン・ソング・コンテストに参加後、ヴァンナはライブ・アルバム『Vanna u Lisinkom』をリリース、またザダルフェストで「Više nisi moj」を歌い優勝をはたした。その後も彼女は多くの賞を受賞し続けている。
ヴァンナはクロアチアの映画監督アンドリヤ・ヴルドリャク（Andrija Vrdoljak）と結婚し、1人の息子と1人の娘とともにザグレブに暮らしている。

## アルバム
- Electro Team （1992年、Electro Team）
- Second To None （1994年、Electro Team）
- Anno Domini 1996 （1996年、Electro Team）
- I to sam ja （1997年）
- Ispod istog neba （1998年）
- 24 sata （2000年）
- U Lisinskom （2001年）
- Hrabra kao prije （2003年）
- Ledeno doba （2007年）